# Pont de Riudevila
El Pont de Riudevila és una pont sobre la Riera de Riudevila de Riudellots de la Selva (Selva) protegida com a bé cultural d'interès local.

## Descripció
Està situat al final d'un camí molt poc utilitzat, a tocar de la carretera N-II. D'aquest pont, actualment abandonat, podem distingir tres fases constructives ben diferenciades:
De la més antiga, d'entre els segles xii i xiv, resta en l'estrep sud quatre filades de carreus rectangulars de pedra ben escairats, lligats amb morter de calç i un petit tram de barana. El pont primitiu debia tenir una amplada total de 2,40 m i un ample de pas d'uns dos metres i se sustentava per un arc de mig punt.
Entre els segles xvi i xvii es realitzà una ampliació d'uns 0,85 m per la banda oest i va passar a tenir una amplada de 3,25 m. L'arc de mig punt va ser substituït per un arc rebaixat. El material emprat van ser blocs de la construcció original i pedra nova de mides diverses només escairades per la cara vista,lligades amb morter de calç.
Al segle xix la necessitat de permetre el pas dels carruatges en els dos sentits, va motivar una nova ampliació del pont per arribar fins a 5,75 m mitjançant la construcció d'un nou pont de 2,50 m d'amplada, adossat a la banda oest de l'antic. L'ampliació es va fer amb pedres irregulars escairades per la cara vista, fragments de rajol als intersticis i rajol a la part de l'arc. Al mateix temps, en els vèrtex exteriors, es troben carreus cantoners de pedra per reforçar-lo.

## Història
El pont de Riudevila va ser construït per salvar la riera del mateix nom en el curs del Camí Reial de Barcelona a França. Amb la construcció de la carretera N-II va deixar-se d'utlilitzar i va començar el procés de degradació i enrunament que està patint. L'octubre de 2002 es va realitzar una neteja de la vegetació que el cobria i es va poder fer l'estudi detallat de les diferents fases constructives.